# Озёры (Бобруйский район)
Озёры (бел. Азёры) — деревня в составе Бортниковского сельсовета Бобруйского района Могилёвской области Белоруссии.

## Этимология
В основе топонима «Озёры» лежит слово «озеро». Топоним обозначает селение у озера.

## Географическое положение
Озёры расположены в 30 км на восток от Бобруйска, 14 км от железнодорожной станции Телуша на линии Бобруйск — Жлобин и в 80 км от Могилёва. Связи осуществляются по рядом расположенной автодороге Бобруйск — Рогачёв.
Планировку составляет одна улица, ориентированная меридионально и двухсторонне. Деревянная застройка в основном представлена домами усадебного типа.

## История
Озёры известны с XIX века. Согласно переписи 1897 года, они представляли собой деревню в Турковской волости Бобруйского уезда Минской губернии.
К июлю 1931 года относится организация в Озёрах колхоза имени «Третьего решающего года». На момент создания колхоза в него были включены 15 крестьянских хозяйств. Также в деревне располагалась колхозная кузница. Во время Великой Отечественной войны деревня была оккупирована немецко-фашистскими войсками с конца июня 1941 года по 27 июня 1944 года. На фронте и в результате партизанской деятельности погиб 21 житель. В 1986 году деревня относилась к колхозу «Гигант». По состоянию на 1997 год, в Озёрах находилась ферма крупного рогатого скота. По данным 2008 года, в деревне действовал клуб.

## Население
- 1897 год — 63 человека, 8 дворов[1][2]
- 1907 год — 37 человек, 6 дворов[1][2]
- 1917 год — 56 человек, 6 дворов[1][2]
- 1926 год — 65 человек, 12 хозяйств[1][2]
- 1959 год — 169 человек[1]
- 1970 год — 167 человек[1]
- 1986 год — 102 человека, 35 хозяйств[1]
- 1997 год — 73 человека, 39 дворов[2]
- 2007 год — 61 человек, 28 хозяйств[1]

## Комментарии
1. ↑  Название дано по: Назвы населеных пунктаў Рэспублікі Беларусь: Магілёўская вобласць: нарматыўны даведнік / І. А. Гапоненка і інш.; пад рэд. В. П. Лемцюговай. — Минск: Тэхналогія, 2007. — С. 72. — 406 с. — ISBN 978-985-458-159-0..
2. ↑  По другим данным, в 12 км. См.: Памяць. Бабруйскі раён : Гісторыка-дакументальныя хронікі гарадоў і раёнаў Беларусі / Рэдкал.: Г. П. Пашкоў (гал. рэд.) і інш.; Рэд.-склад. У. А. Салановіч. — Минск: БелЭН, 1998. — С. 552. — 604 с. — ISBN 985-11-0129-X..